# Mellinghausen
Mellinghausen ist eine Gemeinde in der Samtgemeinde Siedenburg im Landkreis Diepholz in Niedersachsen.

## Geografie

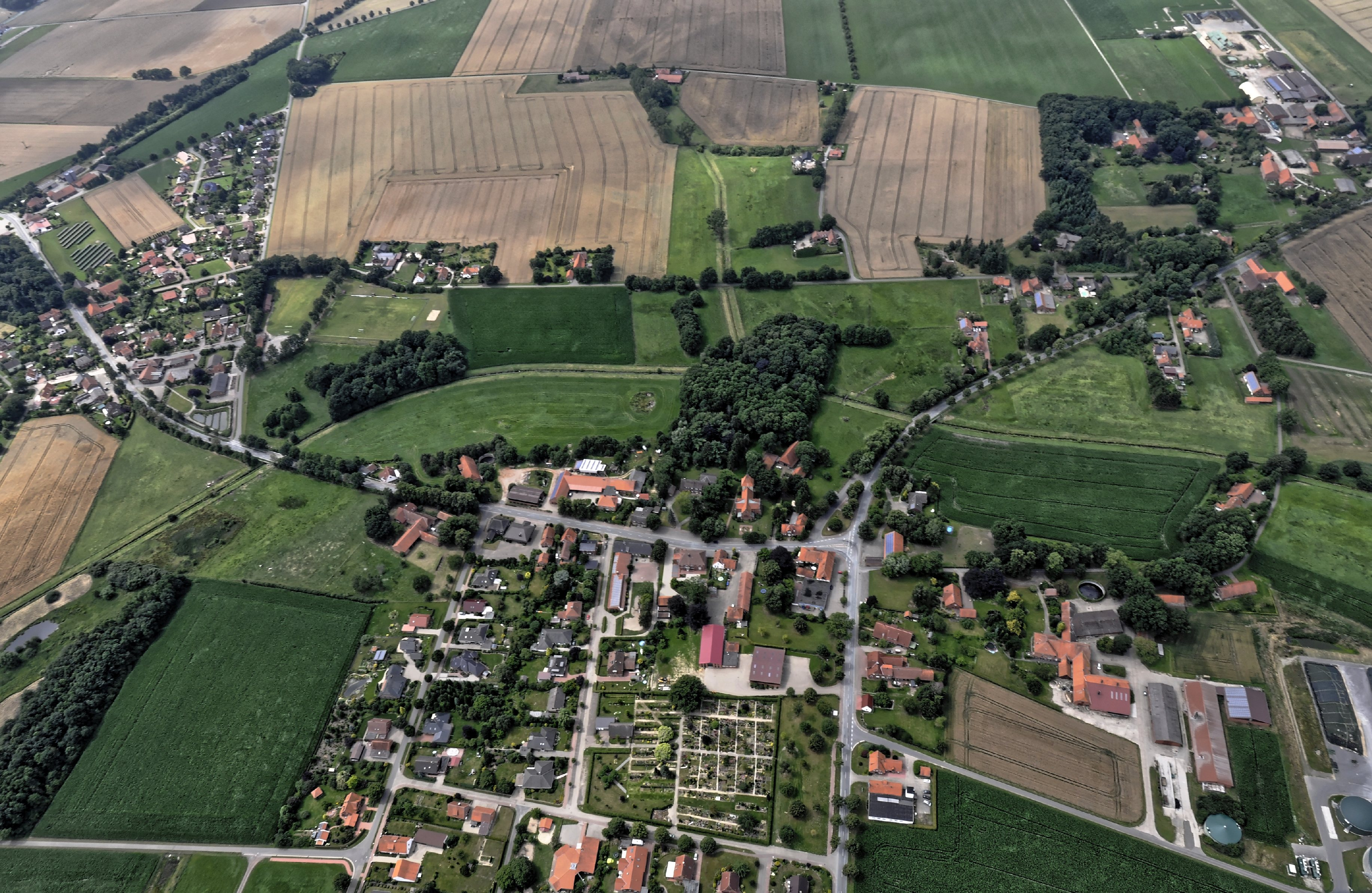
Ein Teil von Mellinghausen

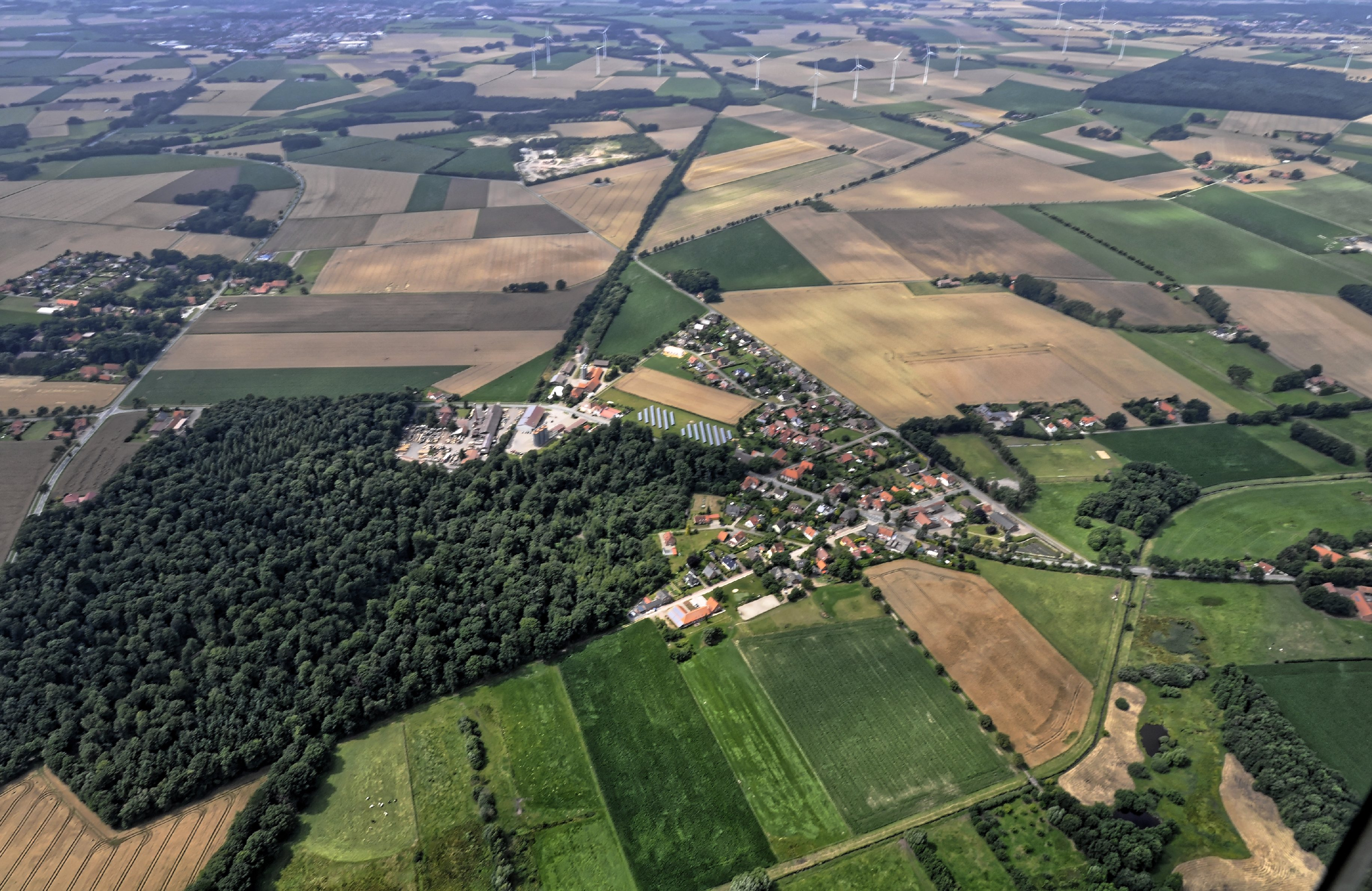
Ein anderer Teil von Mellinghausen

Die Gemeinde liegt etwa fünf Kilometer nordöstlich von Sulingen an der stillgelegten Güterbahnstrecke zwischen Sulingen und Nienburg/Weser.
Die Gemeinde besteht aus den Ortsteilen Mellinghausen, Brake und Ohlendorf sowie dem Ort Schweghaus.
Durch Mellinghausen fließt der Eschbach, ein rund 13 km langer, rechtsseitiger bzw. westlicher Zufluss der Siede.

## Geschichte
1124 wurde im Verzeichnis des Klosters Rastede der Ortsteil Oldendorpe (Ohlendorf) in der parochie Millingehusen erstmals urkundlich erwähnt.
Am 1. März 1974 wurden die Gemeinden Brake und Ohlendorf eingegliedert.

## Politik

### Gemeinderat und Bürgermeister
Der Gemeinderat aus Mellinghausen hat elf Mitglieder.
- WG – 11 Sitze

(Stand: Kommunalwahl am 12. September 2021)

#### Bürgermeister
Der Bürgermeister Sebastian Klare wurde am 11. November 2021 ohne Gegenkandidaten gewählt. Anders als der Normalfall bei Mitgliedsgemeinden in Samtgemeinden wird die Gemeinde eingleisig geführt. Der Samtgemeindebürgermeister Rainer Ahrens ist daher nur stellvertretende Gemeindedirektor.
bisherige Amtsinhaber
- 6. November 1996 – 8. Juli 2002: Wilfried Wichmann († 2024)
- 2002 – 2011: Heiner von der Behrens
- 9. November 2011 – 2021: Günther Riedemann
- seit 11. November 2021: Sebastian Klare

### Wappen, Flagge und Dienstsiegel
Wappenbeschreibung
„Das Wappen der Gemeinde zeigt in einem durch einen schwarzen Faden geteiltem und durch einen schwarzen Pfahlfaden halb gespaltenem Schild oben in Rot eine auf dem Teilungsfaden aufgesetzte goldene Kirche, der Turm rechts und unten in Gold rechts zwei durch Brustfell verbundene rotbewehrte schwarze Bärentatzen, links ein dreiblättriges grünes Kleeblatt.“
Wappenbedeutung
Die nach außen gewendeten schwarzen Bärentatzen mit roten Krallen in Gold waren das Zeichen der Grafen von Hoya.
Flaggenbeschreibung
„Die Gemeinde führt eine von Gold und Rot geteilte Flagge, belegt mit dem Wappen der Gemeinde Mellinghausen.“
Dienstsiegel
Das Dienstsiegel enthält das Wappen der Gemeinde Mellinghausen und die Umschrift „Gemeinde Mellinghausen - Landkreis Diepholz“.

## Kultur und Sehenswürdigkeiten

### Theater, Musik
Seit 1983 besteht in Ohlendorf die Theatergruppe Eschbachtal. Auf der Freilichtbühne in Ohlendorf findet jedes Jahr ein Sommertheaterprogramm in plattdeutscher Sprache statt.
Die Chorgemeinschaft Mellinghausen besteht seit 1900.

### Bauwerke
In der Liste der Baudenkmale in Mellinghausen sind sechs Baudenkmale aufgeführt, darunter:

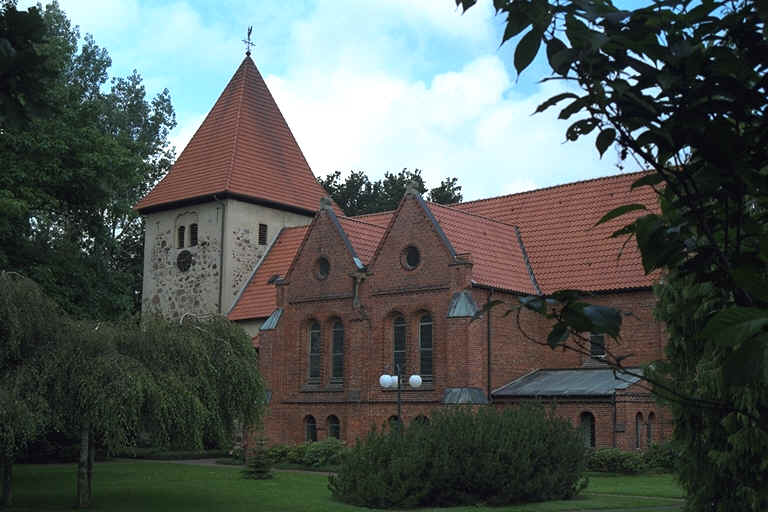
Johannes-der-Täufer-Kirche zu Mellinghausen

- Die Kirche von Mellinghausen, von überörtlicher Bedeutung, wurde 1277 erstmals urkundlich erwähnt und ist Johannes dem Täufer geweiht. Die ursprüngliche im romanischen Stil aus Feldsteinen erbaute Kirche wurde 1893 umgebaut. Nach Abriss des alten Chorraumes, wurde ein neuer größerer Chorraum mit Querschiff aus Backsteinen im neuromanischen Stil angebaut. Die beiden Bauabschnitte sind von außen durch die verschiedene Bauweise gut zu unterscheiden. Ein 1606 errichtetes Mellinghäuser Backhaus ist seit den 1990er Jahren Teil des Kreismuseums Syke.

## Persönlichkeiten
- Ernst Ostermann (1889–1970), Politiker (NSDAP/SRP/FDP), geboren in Ohlendorf
- Karl-Heinz Klare (* 1948), Politiker (CDU), von 2013 bis 2017 Vizepräsident des Niedersächsischen Landtags.